# Madar (Jan Garbarek)
Madar is een studioalbum van Jan Garbarek. Het is opgenomen in augustus 1992 in de Rainbow Studio in Oslo onder leiding van Jan Erik Kongshaug. Garbarek ging met dit album verder in de ontdekkingstocht binnen de etnische muziek. Ook in dit geval werd een andere ECM-muzikant ingeschakeld: Anouar Brahem. Na dit album werd het enige tijd stil rond de jazzsaxofonist. Zijn volgende jazzalbum werd Visible World uit 1996. Ondertussen had ECM een “hit” met het album Officium, de saxofoon van Garbarek passend in middeleeuwse gezangen.

## Musici
- Jan Garbarek – sopraansaxofoon, tenorsaxofoon
- Anouar Brahem – oud
- Ustad Shaukat Hussain – tabla

## Muziek
| Nr. | Titel                        | Duur  |
| --- | ---------------------------- | ----- |
| 1.  | Sull lull (trad. , Garbarek) | 16:49 |
| 2.  | Madar (Garbarek, Brahem)     | 11:12 |
| 3.  | Sebika (Brahem)              | 5:29  |
| 4.  | Bahia (Brahem)               | 10:17 |
| 5.  | Ramy (Brahem)                | 2:57  |
| 6.  | Jaw (Hussain)                | 8:01  |
| 7.  | Joron (trad., Garbarek)      | 6:26  |
| 8.  | Qaws (Garbarek, Brahem)      | 15:07 |
| 9.  | Epilogue                     | 0:52  |